# 주인 없는 망치
《주인 없는 망치》(Le Marteau sans maître)는 프랑스 작곡가 피에르 불레즈의 작품이다. 1955년에 처음 공연된 이 작품은 콘트랄토와 6명의 기악 연주자들을 위한 르네 샤르의 초현실주의 시에 맞게 설정되었다.

## 역사
《주인 없는 망치》 이전에 불레즈는 모더지즘 및 음렬주의 작품의 작곡가로 명성을 얻었다. 《주인 없는 망치》는 1953년과 1954년 사이에 6악장 구성으로 처음 작곡되었다.
1955년 불레즈는 이러한 악장의 순서를 수정하고 새로 구성된 3개의 악장을 삽입했다.  기본적으로 동일한 구성이지만 첫 번째 악장은 원래 비브라폰과 기타를 위한 듀엣으로 되어 있었다. 그리고 다른 악장에서 연주 기술과 기보법에 덜 중요한 변경이 많이 이루어졌다.
1955년 바덴바덴에서 열린 제29회 국제현대음악제에서 초연되었다. 불레즈의 작품은 이번 페스티벌에서 프랑스를 대표하는 작품으로 선정되었다. 위원회의 프랑스인들은 이에 반대했지만 당시 바덴바덴 쥐드웨스트펑크 오케스트라의 감독이었던 하인리히 스트로벨(Heinrich Strobel)은 이 작품이 받아들여지지 않으면 오케스트라를 철수하겠다고 위협했다. 첫 번째 공연은 1955년 6월 18일 한스 로스바우트가 지휘했으며 Sybilla Plate가 솔로 가수로 참여했다.

## 참고 문헌
- Boulez, Pierre (1990).  Jean-Jacques Nattiez, 편집. 《Orientations: Collected Writings》. Cambridge MA: Harvard University Press. ISBN 9780674643765.
- Grondines, Pierre (2000년 12월 1일). “Le Marteau sans maître: Serialism Becomes Respectable”. 《La Scena Musicale》 6 (4).
- Koblyakov, Lev (1990). 《Pierre Boulez: A World of Harmony》. Chur: Harwood Academic Publishers. ISBN 3-7186-0422-1.
- Lerdahl, Fred (1992). “Cognitive Constraints on Compositional Systems”. 《Contemporary Music Review》 (6).
- Mosch, Ulrich (2004). 《Musikalisches Hören serieller Musik: Untersuchungen am Beispiel von Pierre Boulez' 'Le Marteau sans maître》. Saarbrücken: Pfau-Verlag. ISBN 3-89727-253-9.
- Saathen, Friederich (1957년 7월 15일). “Le Marteau sans Maître”. 《Schweizerische Musikzeitung》 97.
- Stravinsky, Igor; Craft, Robert (1959). 《Conversations with Igor Stravinsky》. London: Faber and Faber.
- Winick, Steven D. (1986). “Symmetry and Pitch-Duration Associations in Boulez' Le Marteau sans maître”. 《Perspectives of New Music》 24 (2 -Spring).